# Borgviks landskommun
Borgviks landskommun var en tidigare kommun i Värmlands län.

## Administrativ historik
Kommunen inrättades i Borgviks socken i Grums härad i Värmland när 1862 års kommunalförordningar trädde i kraft den 1 januari 1863.
Vid kommunreformen 1952 uppgick den i Eds landskommun som 1969 uppgick i Grums köping, från 1971 Grums kommun.

## Politik

### Mandatfördelning i Borgviks landskommun 1942-1946
| 11 | 4 |

| 14 |

| 3 | 8 | 4 |

| 13 |